# Логозинська сільська рада
Логозинська сільська рада — (біл. Лагазінск сельсавет), адміністративно-територіальна одиниця в складі Логойського району розташована в Мінській області Білорусі. Адміністративний центр — Логоза.
Логозинська сільська рада розташована на межі центральної Білорусі, у північній частині Мінської області, на північний схід від Логойська.
До складу сільради входять такі населені пункти:
- Білани
- Добренево
- Кузевичі
- Зелений Сад
- Малинівка
- Логоза
- Медухово
- Нове Городище
- Нове Життя
- Сілець
- Селище
- Старе Городище
- Сироївщина